# 198. strelska divizija (ZSSR)
198. strelska divizija (izvirno rusko 198. стрелковая дивизия; kratica 198. SD) je bila strelska divizija Rdeče armade v času druge svetovne vojne.

## Zgodovina
Divizija je bila ustanovljena leta 1942 v Ribinsku.